# اوورتور جشن عید پاک روسی

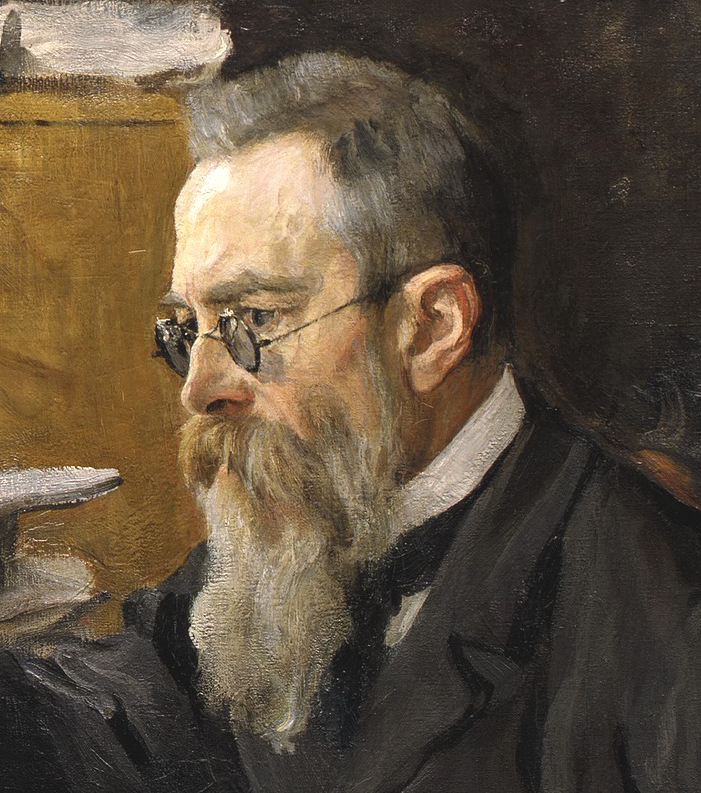
پرترهٔ نیکلای ریمسکی-کورساکف در سال ۱۸۹۸ توسط والنتین سروف

اوورتور جشن عید پاک روسی: اوورتور روی تِم‌های علم العبادات، اُپوس ۳۶، که به نام اورتور پاک روسی بزرگ هم شناخته می‌شود، یک اورتور کنسرتی است که به وسیلهٔ آهنگساز روسی، نیکلای ریمسکی-کورساکف بین اوت ۱۸۸۷ و آوریل ۱۸۸۸ نوشته شده‌است.
این قطعه پیشکشی است به یادبود مودست موسورگسکی و الکساندر برودین که دو تن از اعضای گروه پنج‌نفرهٔ روس بودند.
این قطعه یکی از آخرین سه قطعهٔ ارکسترال درخشان و استثنایی اوست که قطعات کاپریس اسپانیایی و شهرزاد بر آن تقدم دارند.
نخستین اجرای این قطعه دسامبر ۱۸۸۸ در سن پترزبورگ و کنسرت سمفونیک روسی بوده‌است.

## سازبندی
این قطعه برای ارکستری رمانتیک نوشته شده که شامل ۳ فلوت (دوبله‌شده با یک پیکولو)، ۲ اُبوا، ۲ کلارینتِ دو، ۲ باسون، ۴ هورنِ فا، ۲ ترومپتِ سی بِمُل، ۳ ترومبون، توبا، ۳ تیمپانیِ لا و رِ و سُل، پرکاشن (گلوکن اشپیل، مثلث، تم-تم، سنج)، چنگ، و سازهای زهی است.

## ساختار
اورتور جشن عید پاک روسی، در فرم سونات آلگرو ساخته شده و دارای مقدمه‌ای طولانی در ابتدا است. در سراسر قطعه، قسمت‌های برجسته برای سازهای سولو شامل: ویولن، ویولنسل، ترومبون، کلارینت و فلوت وجود دارد.
قسمت ابتدایی در مترِ ۵/۲ نوشته شده و این قطعه از معروف‌ترین کارهایی برای ارکستر است که در مترِ پنج‌گانه نوشته شده‌است. قسمت پایانیِ قطعه در ۲/۱ نوشته شده که استفاده‌ای گاه‌وبیگاه از ۳/۱ نیز می‌کند و جزو معدود قطعاتی است که از این علائم زمانی، همزمان استفاده می‌کند.